# 明日的世界 (电影)
《明日的世界》（英語：World of Tomorrow）是一部于2015年由Don Hertzfeldt创作，导演，制片，绘制（动画）及编辑的美国科幻动画短片电影。电影中的主人公艾米莉的配音由Julia Pott完成，而幼年艾米莉的声音则是从Hertfeldt的侄女Winona Mae画画和玩耍时被录制下来的音频中截取。电影中小艾米莉天真无邪的形象、自然的回应和问题就是由这些剪辑的音频塑造的。

## 主要情节
在一个白色的房间里，一个通信设备响了。接着一个小女孩（由Winona Mae配音）向这个通信设备跑了过来。接着她开始兴奋地在设备控制台上乱按一通，直到一个实时视频信号显示在了屏幕上。
视频里显示的是一个女人（由Julia Pott配音），她以艾米莉称呼眼前的小女孩。这个女人用机械般毫无音调变化的声音说话，并称自己为第三代艾米莉克隆成人版，来自227年后的未来。这位克隆艾米莉向小艾米莉解释了人类为了实现长生不死的目的而设计的整个复杂克隆程序，还描述了其他的不太富裕的人为了延长生命的采用的残忍方法。接着，克隆艾米莉继续叙说她本可以以一种正在试验中，仍有风险的非实体形式的时间穿越的方式来联系小艾米莉。但最终她还是决定通过时间隧道把小艾米莉转移到自己的克隆时代。
小艾米莉从白色房间里消失了，转而来到一个被克隆艾米莉称为“外联网”（Outernet）的互动区域：一个类似于互联网却在技术上更加先进的神经网络。同时，克隆艾米莉开始把小艾米莉称为“原始艾米莉”（Emily Prime）。在克隆艾米莉邀请原始艾米莉一起去了解一些她的记忆之前，克隆艾米莉和原始艾米莉两人在这个神经网络里的空气里用手指勾勒了一些简笔画。
第一段记忆是从克隆艾米莉的童年中调出来的。描述的是一个富有争议性的博物馆里展出的一个男性克隆主体：这个克隆体被命名为大卫，他没有大脑，并以植物的静止状态被保存。克隆艾米莉回忆起直到大卫在他72岁那年去世时，她都常去探访大卫，一并把她的伤心事说给他听。第二个记忆片段是关于克隆艾米莉的第一份工作。克隆艾米莉那时在月球上负责掌管太阳能智感机器人。她把一个将黑暗与死亡联系起来的程序编进这些机器人的系统中，于是这些机器人就因畏惧死亡而自我强迫进入长期的运动，不停的跟随着太阳光照亮月球的一部分移动。后来，因为转移这些机器人的费用太过昂贵，于是他们就被留在了月球上做无止境的运动，时不时（向控制台）发送一些悲伤的诗歌。由于月球上的经济萧条，克隆艾米莉在六个月球周期后被调遣回家，也因此不得不跟她在月球上遇见并爱上的石头分隔两地。
第三段记忆展示了克隆艾米莉在接下来的一份位于深宇宙前哨据点的负责监管机器人生产的工作。她承认自己爱上了一个新工作地址上的汽油栓。在同一个记忆里，克隆艾米莉还向原始艾米莉介绍了一个她称为西蒙的外星人，一个黑色，口齿不怎么清晰，身体形态不固定的生物。克隆艾米莉是在七年工作期间跟西蒙长期相处的情况下爱上他的，但是她非常想念地球，想念一种在她生命里更深刻、更本质的东西。于是她做了一个明智的决定：辞职返回地球，为了更多地与人类接触。她说回家的这个决定给她带来了生命中最美好的几年，即使悲伤的西蒙被她割舍在了身后。
回到地球后，克隆艾米莉建了一个艺术展览馆，展示她各种未命名的记忆片段。这个艺术展览馆日后也促成了她遇见未来的丈夫：那位先前提到被展示于博物馆里的克隆人大卫的后。克隆艾米莉提到她的丈夫的克隆主体来自非常原始的时代，很多零件退化的痕迹都逐渐显露了出来。之后不久她的丈夫就突然去世了，因此他们的婚姻非常短暂。克隆艾米莉很伤心，也很不甘心，她开始追寻亡夫的记忆，并靠着大卫留下来的记忆回忆他们俩一起的曾经。
在最后一段记忆中，克隆艾米莉透露了在六十天之后，地球会因一颗彗星的袭击而被彻底毁灭。由于将要到来的灾难造成的恐慌，人类们在自己的经济能力范围之内都有为自己准备好离开地球的极端手段。大多数的人都只能负担得起风险极高的实体时光旅行这一逃离的方法，成千上万的尝试者试着将自己输送到大气层的边缘，不料瞬时就死亡了。所有的尸体夜晚时从大气层坠落，因而造成了“流星雨”的景象。并不在意克隆艾米莉描述的这个事件预示的人类未来的悲剧命运，原始艾米莉在看到流星划过天际时显得特别开心。
最后，克隆艾米莉将她们两人一起带回了“外联网”区域，并告诉了原始艾米莉她这次联系她的真实目的：在她死亡前，她希望从她的克隆主体取回一段对她十分重要的记忆。克隆艾米莉终于用一个手持的机器从小艾米莉身上抽取出她失去了的和她妈妈一起散步的记忆。在取回记忆后，克隆艾米莉感谢了小艾米莉，给了她一个对曾经的她十分重要的忠告，并把她送回了原来的白色房间。

当外联网一点点开始破碎时，克隆艾米莉向小艾米莉说道：
“不要在日常琐碎里浪费光阴。不要在意无谓的细节。因为所有的这些事情都会在时光流逝中消散。好好地生活，坦然地生活。你现在拥有着生命，你生活在当下。而当下是对所有死去的东西最大的嫉妒。”
克隆艾米莉说她非常荣幸能见到原始艾米莉，但她以后都不会再联系她了。在道别后，小艾米莉意外被克隆艾米莉送入了“遥远过去”。但最后，小艾米莉被送回了最开始的白色房间。小艾米莉蹦蹦跳跳地消失在了电影屏幕里，然而她歌声般地感叹“多么美好的一天呐”从音响里传了出来。

## 发展路程
Hertzfeldt一直对科幻小说非常感兴趣，但由于不希望被某个特定的类型所限制，他对于开始科幻电影的创作非常谨慎：“这总意味着或多或少避免不了一些太过于俗套的的手法。” 然而，科幻小说的题材还是在他的电影《这真是美好的一天》（It's Such a Beautiful Day） 以及他的漫画小说《世界的终结》（The End Of The World） 里出现了。他认为把科幻题材作为第一个打入数码动画市场作品会是一个非常好的选择。
这部微电影的创作受到了50年代和60年代的科幻小说及杂志的影响。其次，Hertzfeldt也希望这部电影能有一种童话故事的美感。 他还同时参与电影《辛普森一家》（The Simpsons）的创作。两个项目都是他第一次在他的作品里加入数码动画。 Hertzfeldt也负责了这部电影的配音制作以及视觉效果制作。

## 发行及反响
《明日的世界》在圣丹斯电影节中斩获了电影短片的评审团奖。获得了排山倒海般的正面评价，Grand Jury Prize for Short Film，其中Indiewire 将这部短片电影称为“2015年度最好的电影之一”，The Dissolve 评价它为“近年在科幻作品领域最高的成就之一”，The A.V. Club 也同时将它描绘为“夺人眼球的”，“可能是2015年最好的电影
这部电影在爛番茄网站上得到了100%的评价，并收到9.7/10的评分， 在IMDb上收到来自3049位用户的8.2/10的评分。《明日的世界》的资源于2015年在 Vimeo 放出。它还被提名为奥斯卡最佳动画短片奖。

## 音乐
短片开端和末尾是慢节奏的华尔兹是由理查德·施特劳斯的歌剧玫瑰騎士，第二乐章。

## 获奖情况
截止于2016年二月，这部短片电影已经获得了42项奖项，包括：
- Grand Jury Prize for Short Film, Sundance Film Festival
- Best Animated Short, SXSW
- Best Animated Short, Annie Awards
- Steven Goldmann Visionary Award, Nashville Film Festival
- Grand Prix, Anifilm Třeboň
- Best Film, Fantoche Animation Festival
- Golden Zagreb for Creativity and Artistic Achievement, Animafest Zagreb
- Best Script, Ottawa Animation Festival
- Audience Award, Ottawa Animation Festival
- Audience Award, Annecy International Animated Film Festival
- Special Jury Distinction, Annecy International Animated Film Festival
- Grand Jury Prize, St. Cloud Film Festival
- Scientific Merit Award, Imagine Science Film Festival
- Best Short Film, Buenos Aires International Festival of Independent Cinema
- Best Animated Short, Dallas International Film Festival
- Best Animated Short, Omaha Film Festival
- Best Animated Short, Sarasota Film Festival
- Audience Award, Vienna Independent Shorts
- Audience Award, Glasgow Short Film Festival
- Audience Award, Independent Film Festival of Boston
- Audience Award, Flatpack Film Festival
- Audience Award, Montreal International Animation Film Festival
- Special Jury Mention, Regard Sur Le Court Film Festival
- Special Jury Mention, Fest Anča International Animation Festival
- Best Animated Film, Alhambra Theatre Film Festival
- Honorary Mention, Prix Ars Electronica
- Best Animated Short,[5] Utopiales
- Best Animated Short Subject, Annie Awards